# Helene Pagés

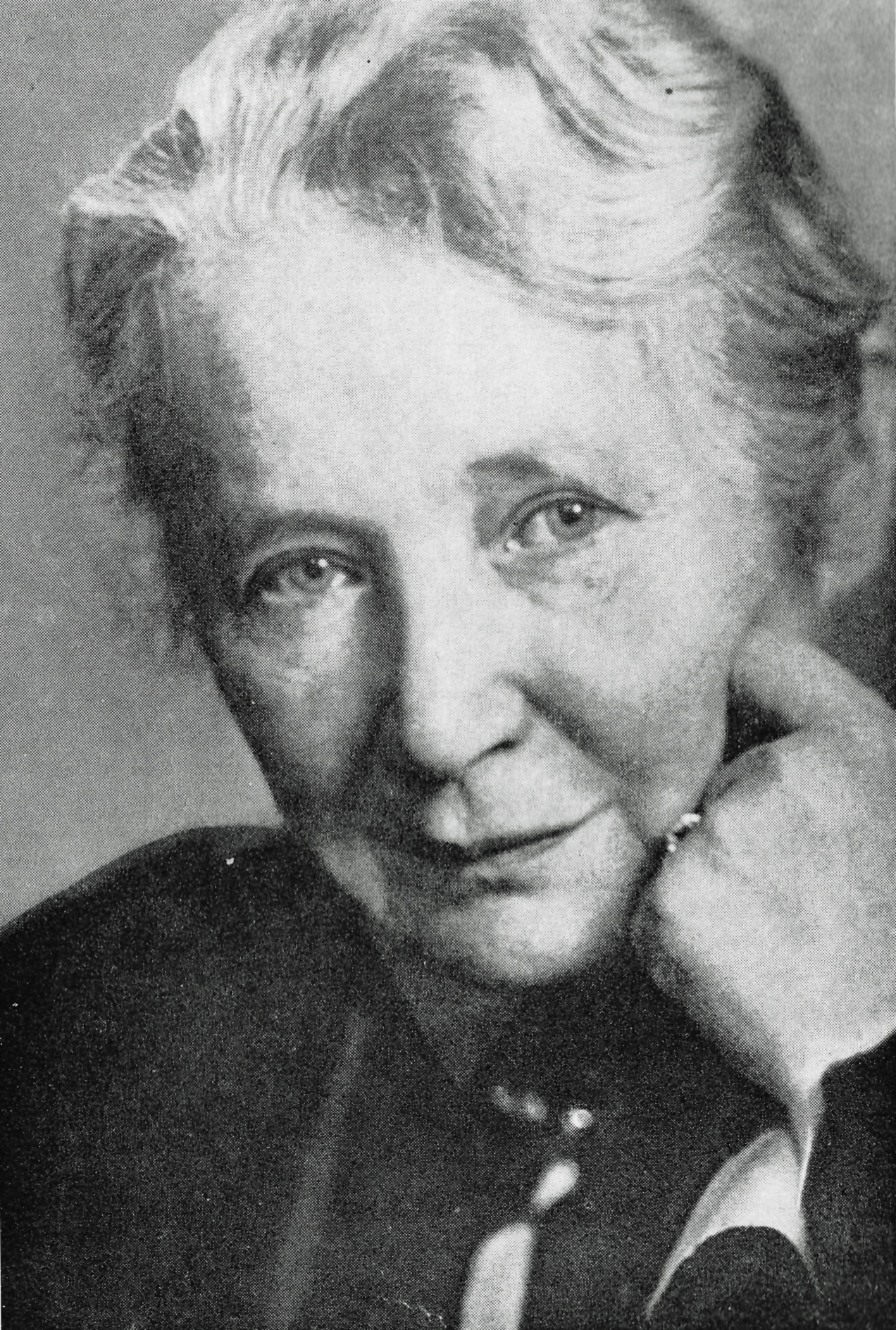
Helene Pagés, ca. 1912

Helene Pagés (* 14. Dezember 1863 in Sauerbrunnen/Hunsrück; † 23. November 1944 in Reit im Winkl) war eine deutsche Schriftstellerin.

## Leben
Helene Pagés war die Tochter des Straßenbauers und ehemaligen Artilleristen Franz Pagés, der einer hugenottischen Familie entstammte, und dessen Frau Nanni, einer im Westerwald aufgewachsenen und in Koblenz ausgebildeten Verkäuferin. Beim Bau der Straße Boppard-Simmern siedelte sich Franz Pagés in Sauerbrunnen/Hunsrück an. Helene Pagés wuchs dort im Kreis von drei älteren und vier jüngeren Geschwistern auf. Sie wurde stark geprägt durch die ländliche Umgebung ihres Heimatdorfes und die katholische Erziehung ihrer Mutter Nanni.

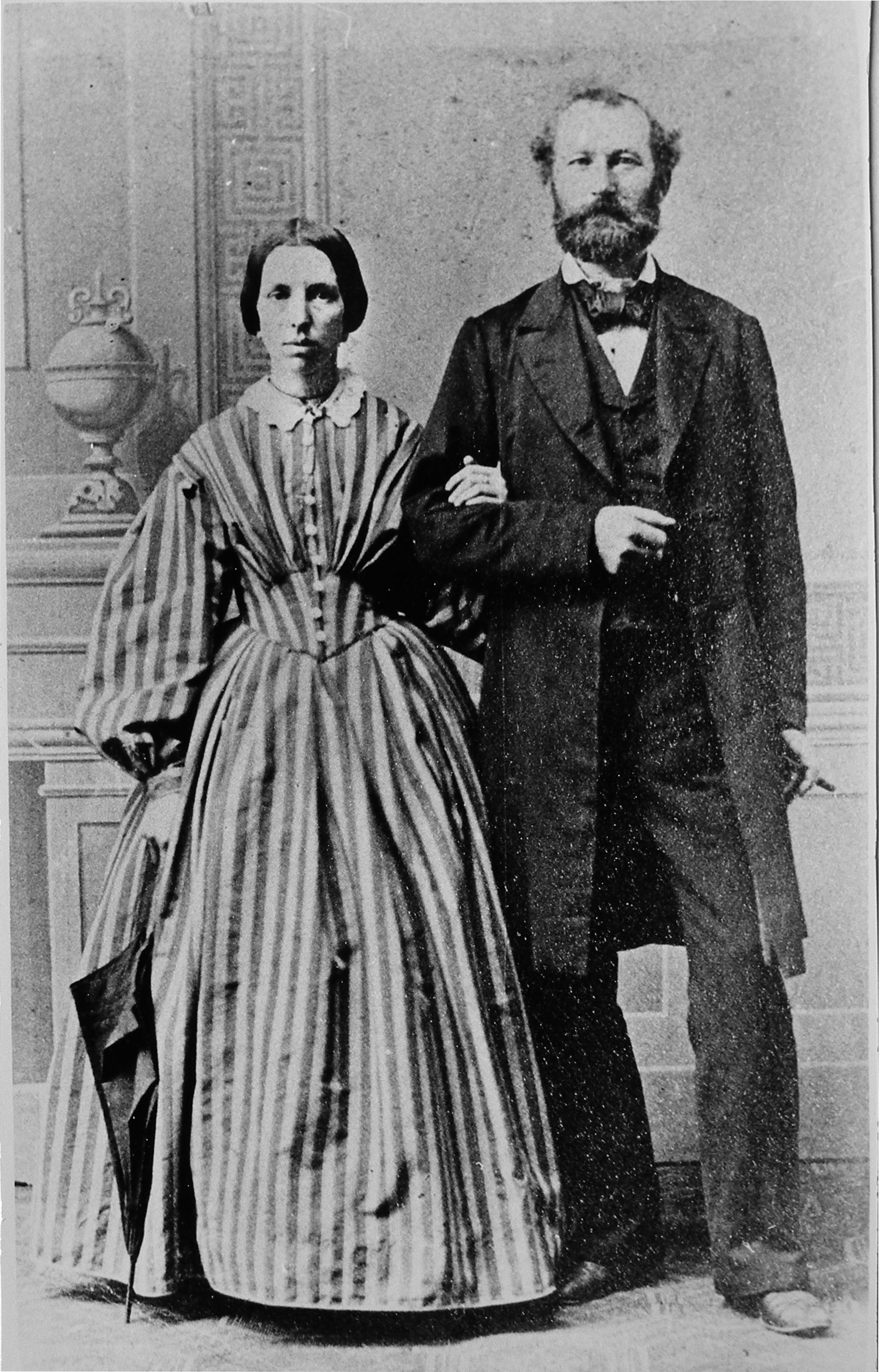
Franz und Nanni Pagés, die Eltern von Helene Pagés, ca. 1908

Ab 1869 besuchte Helene Pagés die Volksschule in Leiningen, erhielt nach deren Abschluss aber auch weiterführende Privatstunden in Deutsch, Rechnen, Geschichte, Französisch bei Geistlichen, Studenten und Lehrern. Ab 1877 war sie vorübergehend im von der Mutter nach der Frühpensionierung des Vaters betriebenen Kolonialwarenladen tätig. Nach einer Sonderaufnahmeprüfung besuchte sie ab 1880 das Lehrerinnenseminar in Montabaur. Nach Abschluss ihrer Lehrerausbildung 1883 unterrichtete sie zunächst an einer Volksschule im Kannenbäckerland, wechselte jedoch 1885 nach Boppard am Rhein. Dort machte sie sich vor allem um die berufliche Mädchenbildung verdient; 1906 übernahm sie die Leitung der auf ihr Betreiben hin 1898 gegründeten Bopparder „Fortbildungsschule für Mädchen“. Sie arbeitete mit Pauline Herber, der Gründerin des Vereins katholischer deutscher Lehrerinnen, zusammen. Z. B. unterstützte sie diese beim Aufbau eines Lehrerinnenheims in Boppard. Umgang pflegte sie auch mit Hedwig Dransfeld, katholische Frauenrechtlerin und Politikerin, Lehrerin und Jugendschriftstellerin.

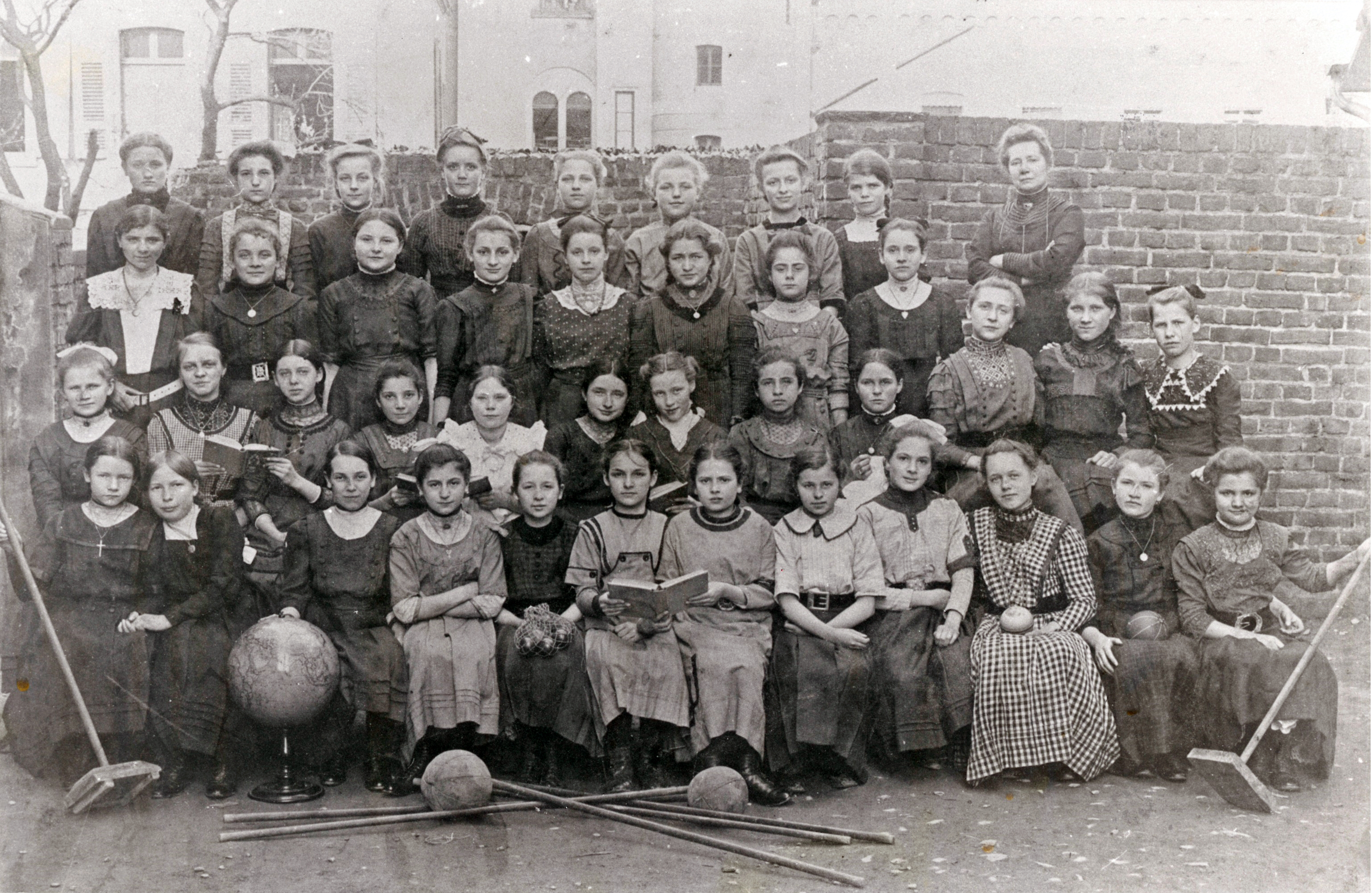
Helene Pagés (hinten rechts) als Lehrerin in Boppard 1912

1913 schied Helene Pagés krankheitsbedingt aus dem Schuldienst aus. 1915 schrieb sie sich an der Universität Bonn ein, wohl dem Beispiel Hedwig Dransfelds folgend, die bereits unmittelbar mit der Zulassung von Frauen zum Universitätsstudium 1908 begonnen hatte, Kulturwissenschaften in Münster, später in Bonn zu studieren. 1917 wechselte sie nach Münster, wo sie sich ihrer Nichte Änni Büchner (Schwester von Franz Büchner und Johannes Büchner) anschloss. Seit 1898 hatte sie Versuche in der Jugendschriftstellerei unternommen, der sie sich nun verstärkt widmete. In der sogenannten Nanni-Trilogie (Großmutters Jugendland, Großmutters Mädchenjahre, Mutter Nanni und ihre Kinder), erschienen bei Herder/Freiburg 1920/1921, setzte sie vor allem ihrer Mutter Nanni ein literarisches Denkmal. 1936 griff sie in der Rückschau des Alters ihre teilweise bereits in Mutter Nanni und ihre Kinder dargestellten Jugenderinnerungen nochmals vertiefend auf und beschrieb ihr Heranwachsen in der kleinbäuerlichen Welt des Vorderhunsrücks in dem ebenfalls bei Herder erschienenen Erzählband Die klingende Kette. Drei Jahre später folgte Fernes Läuten, in dem sie Geschichten und historische Anekdoten aus Boppard sowie Eindrücke und Erlebnisse aus ihrer Zeit dort verarbeitete. In den Wirren alliierter Bombenangriffe auf das Münsterland zog sie sich 1943 schutzsuchend nach Reit im Winkl zurück, wo sie am 23. November 1944 verstarb und ihre letzte Ruhestätte fand.

### Hugenottische Abstammung
In Die klingende Kette lässt Helene Pagés ihre Großmutter aus der Familiengeschichte erzählen: „Großmutter weiß von einem schlimmen Krieg in Frankreich. Und sie weiß, daß damals Balthasar Pagez, Sieur de la Lobatière, mit seiner Frau, unserer Urahne Pauline de la Pompie, und mit seinen Kindern von ihrem Gut bei Lyon flüchten mussten, weil sie Protestanten waren, die ihren Glauben nicht lassen wollten […], daß sie heimatlos und bitter arm waren, bis sie in Berlin vom preußischen König gern aufgenommen wurden und einen Seidenhandel beginnen durften. Und Großmutter erzählt mir von den Lützower Reitern mit dem Totenkopf am Tschako und von meinem Großvater, Isaak Wilhelm Pagés, und seinem jungen Bruder, die in ihren Reihen geritten sind und geholfen haben, Deutschland frei zu machen.“

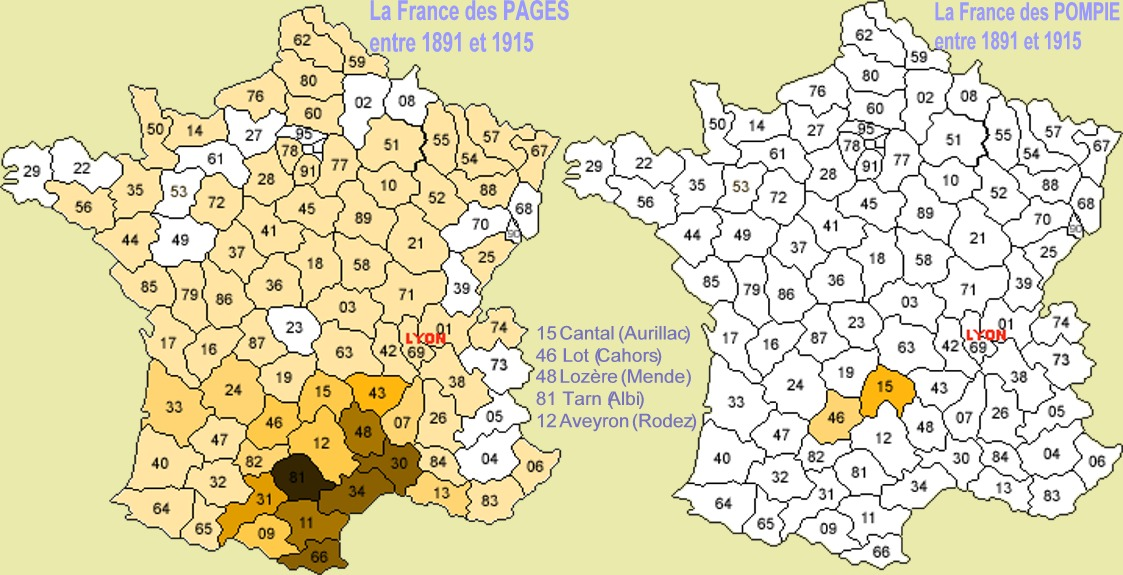
Verbreitung der Namen Pages und Pompie in Frankreich, rückgeschlossen aus den Geburten unter diesen Namen zwischen 1891 und 1915 in den Départements

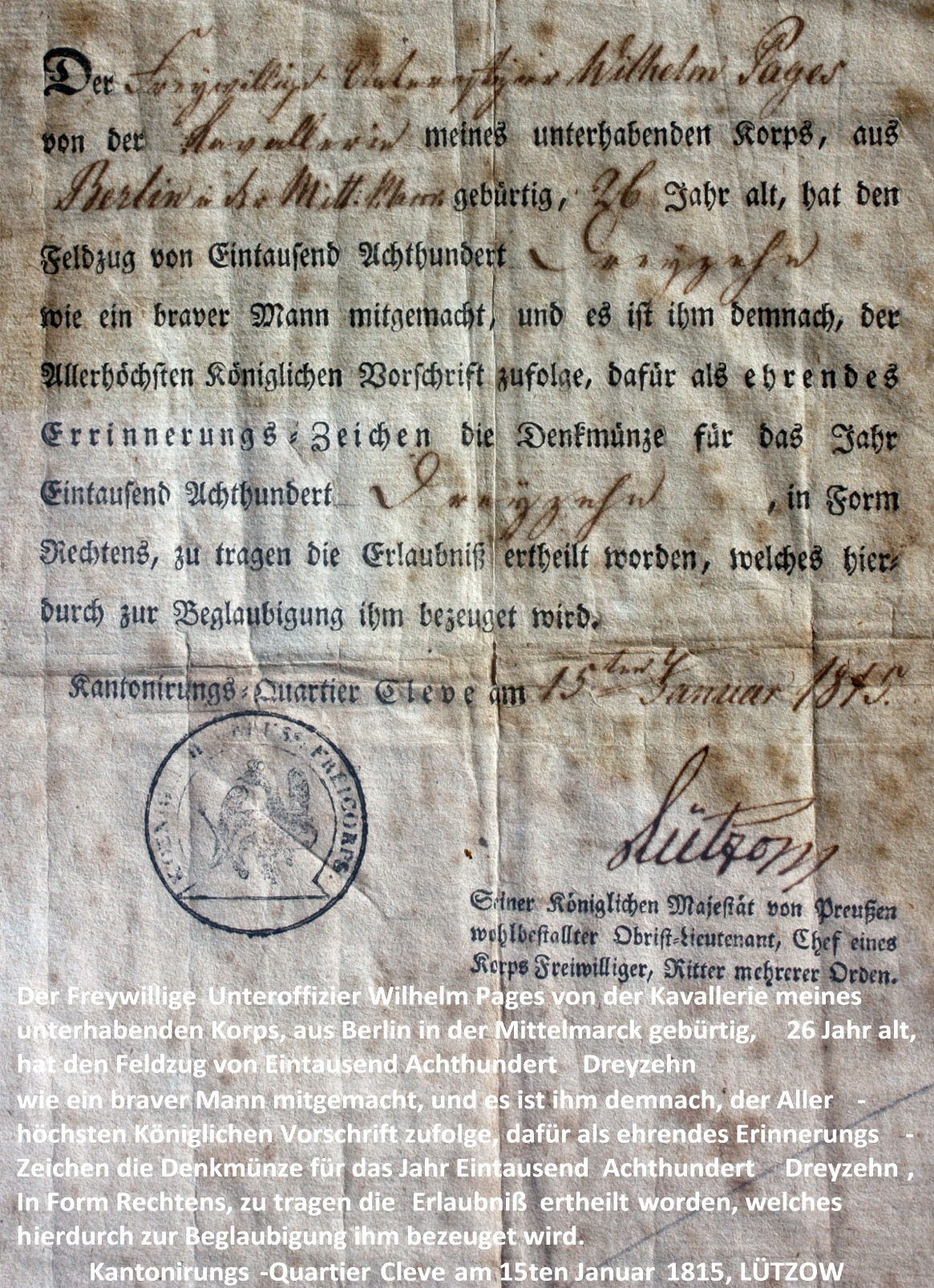
Von Ludwig Adolf Wilhelm Freiherr von Lützow (1782–1834) im Jahre 1813 an Wilhelm Pagés ausgestellte Urkunde, die zum Tragen einer Gedenkmünze berechtigt

1972 wies Friedrich-Weimar Steinfartz auf Balthasar Pagez als möglichen Urahnen hin, merkte aber an, dass wegen des nicht aufzufindenden Geburtsnachweises von Helenes Großvater Wilhelm die genealogische Kette zu diesem Vorfahren bislang nicht zu schließen ist. Balthasar Pagez’ Geburtsdatum ist nur aus einem von zwei in der Familie erhaltenen militärischen Dokumenten, seine Mitwirkung bzw. Verdienste bei den Befreiungskriegen betreffend, bekannt. Um diese Dokumente und um einen vom Großvater hinterlassenen Säbel, einen Orden, eine Gedenkmünze sowie um seine Totenmaske ranken sich Passagen in den Erzählungen Helene Pagés.
 Balthazar Pagez, Sieur de la  Lobatière ⚭ Pauline de la Pompie

     ↓ 3 Söhne

     Antoine Pagez,* 1655 Malbosc; † Prenzlau 23. November 1746

     Philothée Pagez, * 1661/1662 Apotheker aus Chavagnac; † Prenzlau 21. September 1710

     Baltazar de Pagez, * ?;  † ?; ⚭ um 1678  in Vialas (Cevennen)

        …

         ↓

         Wilhelm Pagés, Preußischer Steuerinspektor in Koblenz, * 24. August 1790; † 13. Februar 1852; ⚭ Helene Kramer, * 28. Juni 1802; † 28. Januar 1871

           ↓

           Franz Pagés, Wegeinspektor beim Bau der Straße Boppard-Simmern * 14. Dezember 1826 † 17. August 1908 ⚭ Anna (Nanni) Dörr * 14. Juli 1830 † 30. November 1918

             ↓

             Helene Pagés

 Großeltern mütterlicherseits der Helene Pagés sind:

          Johann Georg Dörr, Lehrer in Kamp (Kamp-Bornhofen) und Horbach, * 18. Oktober 1800; † 1836;  ⚭ Maria Anna Reh, * 7. Februar 1805; † 7. August 1879

## Bedeutung
Helene Pagés veröffentlichte seit 1898 neben ihrer pädagogischen Tätigkeit zahlreiche erzählende Werke für Kinder und Jugendliche; insbesondere die in den Zwanzigerjahren erschienenen Bände Großmutters Jugendland, Großmutters Mädchentage und Mutter Nanni und ihre Kinder erfuhren bis in die Fünfzigerjahre Neuauflagen.
Als Vorsitzende der Literaturkommission im Verein katholischer deutscher Lehrerinnen gab sie jährliche Übersichten empfehlenswerten Jugendschrifttums heraus. Sie war Herausgeberin der Jugendschriftensammlungen Deutsches Gut. Hier veröffentlichte sie über 100 Hefte mit Texten aus deutscher und ausländischer Dichtung – und Erzählungen für Schulkinder. Dabei zählte sie u. a. Peter Dörfler und Joseph Bernhart zu ihren Mitarbeitern, die Lebensläufe und Einführungen zu schreiben hatten.
Die klingende Kette und Fernes Läuten wenden sich vom Schreibstil her durchaus an Erwachsene und nahmen sehr bald für die Regionen Emmelshausen und Boppard – also Vorderhunsrück und Mittelrhein – den Rang von Heimatbüchern ein. Zwei Generationen vor Edgar Reitz hat Helene Pagés dem Heimatbegriff in Bezug auf den Hunsrück Gestalt und Inhalt gegeben.

## Ehrungen
In Boppard erinnern ein Straßenname und eine Gedenktafel an der Ostwand des ehemaligen Karmeliterklosters, der späteren Bopparder Volksschule, an sie. Die Schule  mit dem Förderschwerpunkt Lernen (SFL) in Boppard-Buchenau trägt den Namen „Helene-Pagés-Schule“ und auf dem Bopparder Friedhof ist ihr 2013 eine Gedenkstätte errichtet worden.
Emmelshausen mit den Ortsgemeinden Leiningen und Schwall hat im Oktober 2013 eine Gedenkfeier anlässlich ihres 150. Geburtstags ausgerichtet und die Neuauflage von Die klingende Kette besorgt. Im Kulturzentrum von Emmelshausen (ZaP) trägt ein Saal ihren Namen.

## Werke

### Autorschaft
| - Die grüne Uniform, M.Gladbach [u. a.] 1898 - Es muß, Boppard a. Rh. 1899 - Der blinde Hannes, Boppard a. Rh. 1900 - Christrosen, Limburg 1900 - Maria, Limburg 1900 - Sommermärchen. Marienkäfer, Limburg a. d. L. 1900 - Wie Gretel Klug als Dienstmädchen den ersten Werktag und den ersten Sonntag in der Stadt verlebt hat, Limburg a. d. L. 1900 - Am Sylvester, Limburg 1901 - Gelobt sei Jesus Christus. Vom Mühlbächlein, Limburg 1901 - Das häßliche Nannerl, Limburg 1902 - Heimweh, Limburg 1902 - Marthas Tagebuch, Münster 1902 - Die heilige Agnes, Limburg 1903 - Festspiel zur Jubelfeier, zum Namensfeste einer Lehrerin, Paderborn 1905 - Theodor Körner, Limburg 1904 - Das Märchen, Paderborn 1905 - Kaiser Wilhelm II. und Kaiserin Auguste Viktoria 1881–1906, Limburg 1906 - Marthas Ferien, Münster 1907 - Peter in der Fremde, Münster i. W. 1908 - Schwesterliebe, Münster in Westf. 1909 - Gnadenjahr, Essen 1912 - Dem Heiland entgegen, Dülmen 1913 - Kaiser Wilhelm II. und Kaiserin Auguste Viktoria 1888–1913, Limburg 1913 - Ein Büchlein von der Mode für junge Mädchen, Essen (Ruhr) 1914 - Dem Heiland treu, Dülmen 1914 - Onkel Gottfrieds Briefe aus Rom, Limburg 1914 | - Soldaten Christi auf dem Schlachtfeld und in der Heimat, Dülmen 1916 - Wie der kranke Prinz gesund geworden ist, Limburg a. d. L. 1916 - Deutsche Mädchen, Warendorf 1918 - Jesus treu, Dülmen 1918 - Aus Gottes Garten, Freiburg i. Br. 1919 - Franzels Maialtar, Limburg a. d. Lahn 1919 - Die Liebe drängt!, Donauwörth 1919 - Großmutters Jugendland, Freiburg i. Br. 1920 - Großmutters Mädchentage, Freiburg i. Br. 1920 - Mutter Nanni und ihre Kinder, Freiburg i. Br. 1921 - Zum Paradies, Steyl, Post Kaldenkirchen, Rhld. 1921 - Christi Nachfolger. Ein Russe gefangen. Greift’s nur fest eini!, Limburg a. d. Lahn 1922 - Kleine Buben und der große Krieg, Warendorf i. Westfalen 1922 - Rettung, Limburg a.d. Lahn 1922 - Schwester Else. Neues Leben, Limburg a. d. Lahn 1922 - Wie der große und der kleine Andreas ihr Ansehen verloren und wiedergewonnen haben. Fröhliche Weihnacht, Limburg a. d. Lahn 1922 - Frauenkrone und Mutterwürde, Steyl, Post Kaldenkirchen, Rhld. 1923 - Das Wunderglöcklein, Limburg a. d. Lahn 1923 - Von Godefried und Mechthildis, die kreuzfahren gingen, Freiburg i. Br. 1924 - Christkind kommt, Paderborn 1925 - Reihum, Einsiedeln 1925 - Rodrigo, der Schiffsjunge des großen Kolumbus, Einsiedeln 1926 - Ahoi!, München 1927 (zusammen mit Hans Friedrich Blunck) | - Allerlei zur Lust und Lehr, Münster i. W. 1927 - Der Einfalt. Um Mitternacht in der Dorfkirche, Limburg a. d. Lahn 1928 - Kinder, Düsseldorf 1928 - Das kleine Mädchen, Freiburg i. Br. 1928 - St. Gertrud die Große, Steyl, Post Kaldenkirchen 1928 - Die Geschichte des heiligen Philippus Neri, Freiburg i. B. 1929 - Weißt du wie die Tiere leben?, Freiburg i. B. 1929 - Christel geht zur Schule, Freiburg 1931 - Frauen auf des Herren Kreuzweg, München 1931 - Sonne, Sonne, scheine!, Essen 1931 - Jubelt und seid froh, Freiburg 1932 - Christel und der Wald, Freiburg 1933 - Die Geschichte der heiligen Rosa von Lima, Freiburg 1933 - Matz, der Bub, Freiburg 1935 - Der Mutter, Paderborn 1935 - Die klingende Kette, Freiburg i. Br. 1936, Neuauflage 2013, Verlagsgruppe Husum - Fernes Läuten, Freiburg 1939 - Das Geheimnis um Monika, Freiburg 1940 |

### Herausgeberschaft
- Balladen, Düsseldorf 1909 (herausgegeben zusammen mit Elisabeth Nieland)
- Lyrik, Düsseldorf 1912 (herausgegeben zusammen mit Elisabeth Nieland)
- Ehrenpreis, Freiburg im Breisgau 1913
- Komm heiliger Geist, Freiburg i. Br. 1920
- Der Mutter zum Preis, Paderborn 1927
- Unser Weihnachtsbuch für klein und groß, Freiburg i. Br. 1927